# 10 Gwardyjska Dywizja Pancerna
10 Gwardyjska Uralsko-Lwowska Dywizja Pancerna (ros. 10-я гвардейская танковая Уральско-Львовская ордена Октябрьской Революции, Краснознамённая, орденов Суворова и Кутузова добровольческая дивизия имени Маршала Советского Союза Р. Я. Малиновского) – związek taktyczny Armii Radzieckiej przejęty przez  Siły Zbrojne Federacji Rosyjskiej.
W końcowym okresie istnienia Związku Socjalistycznych Republik Radzieckich dywizja stacjonowała na terenie Niemieckiej Republiki Demokratycznej. W tym czasie wchodziła w skład 3 Armii. Dyslokowana do Rosji, w latach 2005–2006 skadrowana, BSU. Stacjonowała na terenie Moskiewskiego OW we Boguczarzeu.

## Struktura organizacyjna
Skład w 1990:
- dowództwo i sztab – Altengrabow
- 61 Gwardyjski Swierdłowsko-Lwowski pułk czołgów;
- 62 Gwardyjski Permsko-Kelecki pułk czołgów;
- 63 Gwardyjski Czelabińsko-Petrukowski pułk czołgów;
- 284 Gwardyjski Uniecki pułk zmotoryzowany;
- 744 Gwardyjski Temopolski pułk artylerii samobieżnej;
- 359 Gwardyjski Lwowski pułk rakiet przeciwlotniczych;
- 112 batalion rozpoznawczy;
- 152 batalion łączności;
- 131 batalion inżynieryjno-saperski;
- 127 batalion obrony przeciwchemicznej;
- 1027 batalion zaopatrzenia;
- 60 batalion remontowy;
- 188 batalion medyczny.